# Natalja Grigorjewna Gorbunowa
Natalja Grigorjewna Gorbunowa (russisch Наталья Григорьевна Горбунова; * 2. März 1927 in Leningrad; † 11. September 2000 in St. Petersburg) war eine sowjetische bzw. russische Prähistorikerin.

## Leben
Gorbunowas Vater Grigori Petrowitsch Gorbunow (1894–1942) war Biologe und Arktisforscher. Die Mutter Jelena Michailowna geborene Kerschner (1898–1947) war Musikpädagogin und Tochter des Abteilungsleiters Michail Lwowitsch Kerschner der Arcos (All Russian Cooperative Society Limited) in London.
Gorbunowa war im Deutsch-Sowjetischen Krieg aus dem blockierten Leningrad zunächst in die Oblast Jaroslawl und dann nach Taschkent evakuiert worden. 1943 trat sie dort in das Musik-Technikum beim evakuierten Leningrader Konservatorium ein. Sie begeisterte sich für die Geschichte Zentralasiens und begann 1946 das Studium an der Universität Leningrad in der Historischen Fakultät und spezialisierte sich am Lehrstuhl für Archäologie auf die alte Geschichte Zentralasiens. Ihr Lehrer war der Orientalist und Archäologe Alexander Bernstamm, an dessen archäologischen Expeditionen der Eremitage sie teilnahm. 1951 schloss sie das Studium ab.
Nach dem Studium wurde Gorbunowa ins Ferghanatal geschickt, wo sie sechs Jahre lang im Heimatmuseum der Oblast Fergana in Fergana als Vizedirektorin für den wissenschaftlichen Teil arbeitete. Als der ältere und erfahrenere Archäologe Boris Latynin ins Ferghanatal kam, kehrte Gorbunowa nach Leningrad zurück und begann die Aspirantur in der Eremitage bei Michail Grjasnow. Ihre Dissertation über die Ferghana-Kultur in der frühen Eisenzeit verteidigte sie 1961 mit Erfolg für die Promotion zur Kandidatin der historischen Wissenschaften.
Darauf wurde Gorbunowa wissenschaftliche Mitarbeiterin der Abteilung für Archäologie Osteuropas und Sibiriens der Eremitage und leitete den Sektor Wald- und Waldsteppenzonen Osteuropas. Ihr Forschungsschwerpunkt blieb das Ferghanatal. Mit ihren Expeditionen entdeckte sie Fundstätten der Bronzezeit, der frühen Eisenzeit und des Frühmittelalters. 1968 beteiligte sich Weronika Woronina an der Arbeit. 1986 erschien Gorbunowas übersetzte Monographie The Culture of Ancient Ferghana, VI century B.C.–VI century A.D., die sie 1981 verfasst hatte. Ihre Arbeiten veröffentlichte sie regelmäßig in einschlägigen Fachzeitschriften und insbesondere in Sammelbänden der Eremitage.
Gorbunowa starb am 11. September 2000 in St. Petersburg nach schwerer Krankheit.

## Veröffentlichungen (Auswahl)
- N. G. Gorbunova: The Culture of Ancient Ferghana, VI century B.C.—VI century A.D. / Translated from the Russian by A. P. Andryushkin. British Archaeological Reports, Oxford 1986, ISBN 978-0-86054-363-3.